# Bod zlomu (film, 2021)
Bod zlomu (v originále La Fracture) je francouzský hraný film z roku 2021, který režírovala Catherine Corsini. Snímek měl světovou premiéru na Filmovém festivalu v Cannes dne 10. července 2021.

## Děj
Raf se právě rozchází s Julií. Během jedné zimní noci si Raf zlomí ruku a skončí na pohotovosti ve velké pařížské nemocnici. Ve stejnou dobu sem přichází Yann zraněný na demonstraci žlutých vest. Tyto tři postavy se ocitnou na pohotovosti v konfrontaci s těžkou a neklidnou atmosférou.

## Obsazení
| Valeria Bruni Tedeschiová | Raphaëlle Catania řečená Raf |
| Marina Foïs               | Julie Bataille               |
| Pio Marmaï                | Yann Caron                   |
| Aissatou Diallo Sagna     | Kim                          |
| Jean-Louis Coulloc'h      | Laurent                      |
| Caroline Estremo          | Pat                          |
| Cécile Boncourt           | Blandine                     |
| Camille Sansterre         | Elodie                       |
| Marin Laurens             | Adrien                       |
| Ferdinand Perez           | Eliott                       |
| Clément Cholet            | internista                   |
| Ramzy Choukair            | Hamza                        |

## Ocenění
- Queer Palm
- César: nejlepší herečka ve vedlejší roli (Aissatou Diallo Sagna); nominace v kategoriích nejlepší film, nejlepší herečka (Valeria Bruni Tedeschiová), nejlepší herec (Pio Marmaï), nejlepší původní scénář (Catherine Corsini,  Laurette Polmanss, Agnès Feuvre), nejlepší střih (Frédéric Baillehaiche)